# اولیس آلدرواندی
اولیس آلدرواندی (انگلیسی: Ulisse Aldrovandi؛ ۱۱ سپتامبر ۱۵۲۲ – ۴ مهٔ ۱۶۰۵) یک ایتالیایی تاریخ طبیعی بود که برای نخستین بار در اروپا به باغ گیاه‌شناسی همت گمارد. کارل لینه و ژرژ-لوئی لکرک کنت دو بوفون او را به عنوان پدر مطالعات تاریخ طبیعی معرفی می‌نمایند. در منابع قدیمی تر، او به‌طور معمول با نام آلدرواندوس، نام ایتالیایی و معادل آلدرواندی مورد اشاره قرار می‌گیرد.